# زرین مهرآباد
زرین مهرآباد ، روستایی از توابع بخش دوره چگنی شهرستان خرم‌آباد در استان لرستان ایران است.این روستا نخستین بار توسط یکی از بزرگان چگنی و از خوانین بنام ، مقتدر و با سخاوت لرستان بنام حاج مهرعلی خان بهادری طولابی در مکان کنونی که از املاک پدری وی بوده بنا نهاده شده است.بطور کل این روستا و روستاهای اطراف آن شامل میشگر، گندابه، چم داوود، چم گز ( چندسالی است که روستای امیر به این منطقه منتقل شده است و نام امیر آباد چم گز را بر آن نهاده اند ) ، قاسمعلی و مسیر رودخانه کشکان تا پل کشکان به نام مهرآباد شناخته می‌شود.  قبرستانی که  مربوط به چند روستای همجوار نیز می باشد(که توسط نامبرده وقف عام گردیده ) را قبرستان مهر آباد می‌گویند.

## جمعیت
این روستا در دهستان دوره قرار دارد و براساس سرشماری مرکز آمار ایران در سال ۱۳۸۵، جمعیت آن ۳۱۹ نفر (۷۰خانوار) بوده‌است.